# Liste der Stolpersteine in Weingarten (Baden)
Die Liste der Stolpersteine in Weingarten (Baden) enthält alle Stolpersteine, die im Rahmen des gleichnamigen Projekts von Gunter Demnig in Weingarten (Baden) verlegt wurden. Mit ihnen soll an Opfer des Nationalsozialismus erinnert werden, die in Weingarten lebten und wirkten.

## Verlegte Stolpersteine
In Weingarten (Baden) wurden 15 Stolpersteine an sechs Adressen verlegt.
| Stolperstein | Übersetzung                                                                                         | Verlegeort            | Name, Leben                                     |
| ------------ | --------------------------------------------------------------------------------------------------- | --------------------- | ----------------------------------------------- |
|              | HIER WOHNTE EMIL BLUM JG. 1866 DEPORTIERT 1940 GURS TOT 21.11.1941                                  | Bahnhofstraße 63 ·    | Emil Blum (1866–1941)                           |
|              | HIER WOHNTE JENNY FUCHS JG. 1887 EINGEWIESEN 'HEILANSTALT' GRAFENECK ERMORDET 20.6.1940             | Bahnhofstraße 17 ·    | Jenny Fuchs (1887–1940)                         |
|              | HIER WOHNTE NANETTE FUCHS GEB. BLUM JG. 1864 DEPORTIERT 1940 GURS TOT 27.12.1940                    | Durlacher Straße 10 · | Nanette Fuchs, geborene Blum (1864–1940)        |
|              | HIER WOHNTE BETTY LÖWENSTEIN GEB. LÖB JG. 1886 DEPORTIERT 1940 GURS ?                               | Durlacher Straße 2 ·  | Betty Löwenstein, geborene Löb (1886–?)         |
|              | HIER WOHNTE HELENA LÖWENSTEIN GEB. BÄR JG. 1881 DEPORTIERT 1940 GURS ERMORDET 1942 IN AUSCHWITZ     | Marktplatz 20 ·       | Helena Löwenstein, geborene Bär (1881–1942)     |
|              | HIER WOHNTE JAKOB LÖWENSTEIN JG. 1876 DEPORTIERT 1940 GURS ERMORDET 1942 IN AUSCHWITZ               | Marktplatz 20 ·       | Jakob Löwenstein (1876–1942)                    |
|              | HIER WOHNTE JULCHEN LÖWENSTEIN GEB. FUCHS JG. 1860 DEPORTIERT 1940 GURS ERMORDET 1942 IN AUSCHWITZ  | Durlacher Straße 3 ·  | Julchen Löwenstein, geborene Fuchs (1860–1942)  |
|              | HIER WOHNTE JULIUS LÖWENSTEIN JG. 1883 DEPORTIERT 1940 GURS ?                                       | Durlacher Straße 2 ·  | Julius Löwenstein (1883–?)                      |
|              | HIER WOHNTE LEOPOLD LÖWENSTEIN JG. 1850 DEPORTIERT 1940 GURS TOT 9.2.1941                           | Durlacher Straße 3 ·  | Leopold Löwenstein (1850–1941)                  |
|              | HIER WOHNTE SOFIE SCHLÖSSINGER GEB. BÄR JG. 1875 DEPORTIERT 1940 GURS TOT 29.11.1940                | Durlacher Straße 10 · | Sofie Schlössinger, geborene Bär (1875–1940)    |
|              | HIER WOHNTE BEATRICE STENGEL JG. 1932 DEPORTIERT 1942 GURS IZBICA ERMORDET 1942                     | Durlacher Straße 10 · | Beatrice Stengel (1932–1942)                    |
|              | HIER WOHNTE FRIEDA STENGEL JG. 1885 DEPORTIERT 1940 GURS ERMORDET 1942 IN AUSCHWITZ                 | Bahnhofstraße 17 ·    | Frieda Stengel (1885–1942)                      |
|              | HIER WOHNTE IRMA STENGEL GEB. MAIER JG. 1904 DEPORTIERT 1940 GURS – RIVESALTES TOT 28.9.1941        | Durlacher Straße 10 · | Irma Stengel, geborene Maier (1904–1941)        |
|              | HIER WOHNTE MAX STENGEL JG. 1892 DEPORTIERT 1940 GURS IZBICA ?                                      | Durlacher Straße 10 · | Max Stengel (1892–?)                            |
|              | HIER WOHNTE PAULINE STENGEL GEB. BERLINGER JG. 1854 DEPORTIERT 1940 GURS – RIVESALTES TOT 22.3.1942 | Bahnhofstraße 17 ·    | Pauline Stengel, geborene Berlinger (1854–1942) |

## Verlegedaten
Die Stolpersteine von Weingarten (Baden) wurden am 7. Mai 2007 verlegt.